# Viktor Arvidsson
Johan Viktor Arvidsson, född 8 april 1993 i Kusmark, Kågedalens församling, är en svensk professionell ishockeyspelare som spelar för Edmonton Oilers i National Hockey League.
Han har tidigare spelat för Nashville Predators i NHL samt för Skellefteå AIK i Elitserien/SHL.
Arvidsson draftades i fjärde rundan i 2014 års draft av Nashville Predators som 112:e spelare totalt.
Han var med i det svenska lag som vann silver vid junior-VM 2013.

## Karriär
Efter att länge varit en dominerande spelare i Skellefteå AIK:s juniorlag fick Arvidsson chansen i A-laget inför säsongen 2012/2013. Efter hans fina insatser under hösten blev han uttagen i Sveriges landslagstrupp till junior-VM i Ufa, Ryssland. I JVM gjorde Viktor 4 mål på 6 matcher och blev med det Sveriges bästa målskytt tillsammans med Sebastian Collberg. 
Han blev efter säsongen 2012/2013 tilldelad priset årets junior i svensk ishockey. Först och främst för sitt fina slutspel med Skellefteå AIK där han gjorde 6 mål på 13 matcher och blev lagets främste målskytt när laget från Västerbotten tog sitt första SM-guld sedan 1978.

## Statistik
| 2009–2010             | Skellefteå AIK        | J20 Superelit         | 2   | 0   | 1  | 1   | 2   | 2  | 1  | 0  | 1  | 0  |
| 2010–2011             | Skellefteå AIK        | Elitserien            | 3   | 0   | 0  | 0   | 0   | —  | —  | —  | —  | —  |
|                       | Skellefteå AIK        | J20 Superelit         | 40  | 15  | 19 | 34  | 51  | 5  | 3  | 3  | 6  | 4  |
| 2011–2012             | Skellefteå AIK        | Elitserien            | 4   | 0   | 0  | 0   | 0   | —  | —  | —  | —  | —  |
|                       | Skellefteå AIK        | J20 Superelit         | 43  | 25  | 17 | 42  | 18  | 3  | 0  | 0  | 0  | 0  |
| 2012–2013             | Skellefteå AIK        | Elitserien            | 49  | 7   | 5  | 12  | 12  | 13 | 6  | 2  | 8  | 2  |
|                       | Skellefteå AIK        | J20 Superelit         | 4   | 3   | 1  | 4   | 0   | —  | —  | —  | —  | —  |
| 2013–2014             | Skellefteå AIK        | SHL                   | 50  | 16  | 24 | 40  | 59  | 14 | 4  | 12 | 16 | 4  |
| 2014–2015             | Nashville Predators   | NHL                   | 6   | 0   | 0  | 0   | 0   | —  | —  | —  | —  | —  |
|                       | Milwaukee Admirals    | AHL                   | 70  | 22  | 33 | 55  | 43  | —  | —  | —  | —  | —  |
| 2015–2016             | Nashville Predators   | NHL                   | 56  | 8   | 8  | 16  | 35  | 14 | 1  | 1  | 2  | 8  |
|                       | Milwaukee Admirals    | AHL                   | 17  | 8   | 10 | 18  | 6   | —  | —  | —  | —  | —  |
| 2016–2017             | Nashville Predators   | NHL                   | 80  | 31  | 30 | 61  | 28  | 22 | 3  | 10 | 13 | 19 |
| 2017–2018             | Nashville Predators   | NHL                   | 78  | 29  | 32 | 61  | 36  | 13 | 5  | 4  | 9  | 6  |
| 2018–2019             | Nashville Predators   | NHL                   | 58  | 34  | 14 | 48  | 26  | 6  | 0  | 0  | 0  | 2  |
| NHL totalt            | NHL totalt            | NHL totalt            | 278 | 102 | 84 | 186 | 125 | 55 | 9  | 15 | 24 | 35 |
| AHL totalt            | AHL totalt            | AHL totalt            | 87  | 30  | 43 | 73  | 49  | —  | —  | —  | —  | —  |
| Elitserien/SHL totalt | Elitserien/SHL totalt | Elitserien/SHL totalt | 106 | 23  | 29 | 52  | 71  | 27 | 10 | 14 | 24 | 6  |

### Meriter
| Merit                        | År         |
| ---------------------------- | ---------- |
| J18 Allsvenskan SM Silver    | 2009       |
| SM Guld                      | 2013, 2014 |
| Årets Junior i Svensk hockey | 2013       |
| Silver JVM 2013              | 2013       |